# Lögberg

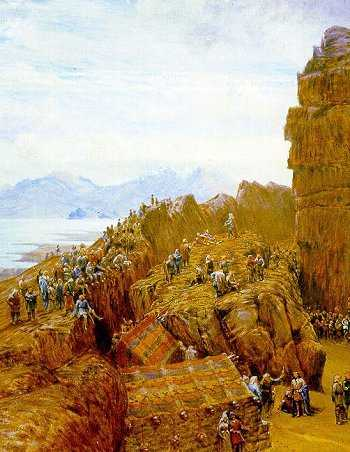
Rappresentazione ottocentesca del Lögberg a Þingvellir.

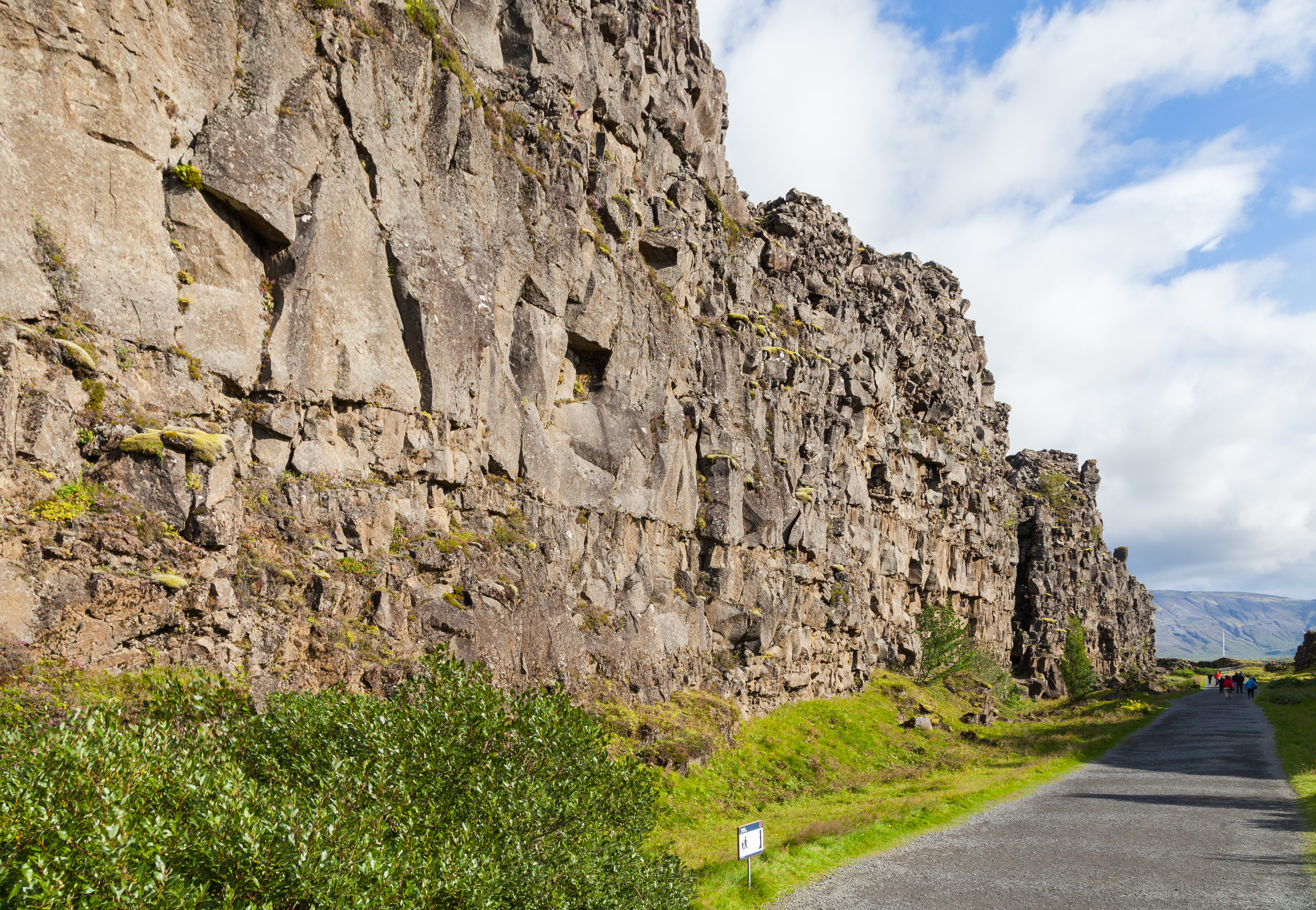
Il sito del Lögberg a Þingvellir.

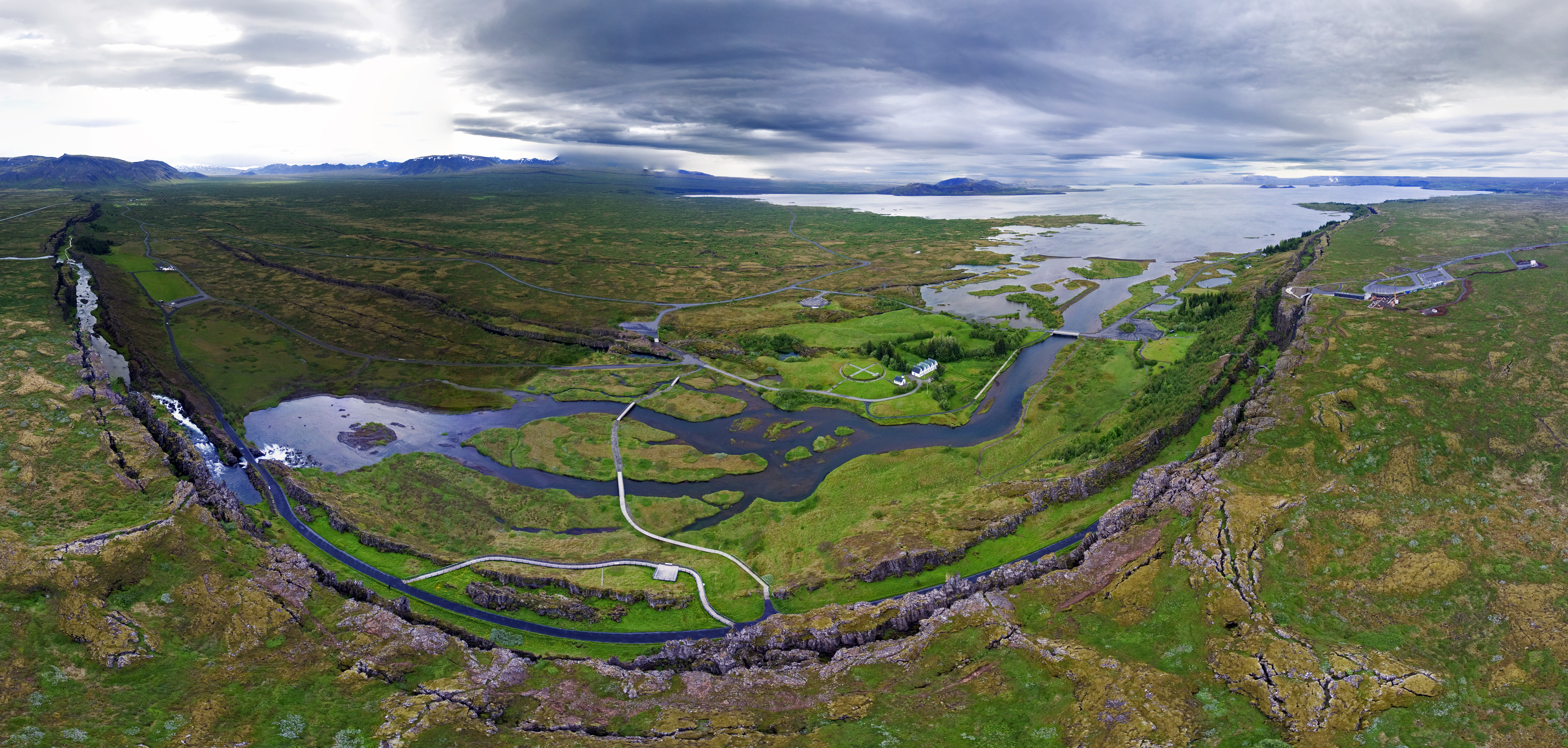
Panorama aereo dell'area dell'Alþingi Lögberg, giugno 2017.

Il Lögberg (Monte della legge in italiano) era un affioramento roccioso nel sud-ovest dell'Islanda dove si riuniva l'assemblea del parlamento islandese (Alþing). L'Althing originale si raccoglieva nel Þingvellir, un'area caratterizzata da paesaggi aspri che era facilmente accessibile dalle aree popolate del sudovest.
La posizione esatta del Lögberg non è nota, a causa delle mutazioni geografiche avvenute nella fossa tettonica in oltre 1000 anni. A Þingvellir sono state identificate due possibili posizioni, una sporgenza piatta in cima a un pendio denominata Hallurinn (attualmente contrassegnata da un'asta di bandiera), l'altra nella faglia Almannagjá contro una parete di roccia. Un sito nel burrone di Hestagjá è stato proposto come ideale.
Il Lögberg era il luogo in cui il Lögsögumaður prendeva posto come presidente ufficiale dell'assemblea dell'Alþing. Discorsi e annunci venivano fatti da questo punto. Ogni partecipante all'assemblea poteva esprimere le sue idee dal Lögberg. Le riunioni erano dichiarate aperte e chiuse da questa posizione.
Il Lögberg svolse la sua funzione a partire dalla formazione del parlamento nel 930. Cessò di essere utilizzato nel 1262 quando l'Islanda si alleò con la Norvegia.